# Y'a de l'action
Y'a de l'action est un roman publié en avril 1967 par Frédéric Dard sous le nom de plume de San-Antonio, il est le 64e de la série policière San-Antonio.
Chez l’éditeur Fleuve noir, il porte d’abord le numéro 589 de la collection « Spécial Police », puis en 1974 le numéro 29 de la collection « San-Antonio ».

## Résumé
San-Antonio est appelé d'urgence à Cannes par Achille, dit Le Vieux, patron de San-Antonio, afin d'exécuter l’Hyène, un dangereux criminel insaisissable, qui y a été repéré durant le Festival de Cannes. Il élimine Patricia Sam-Hart en croyant qu'il s'agit de l’Hyène mais réalise son erreur.
Il retrouve la femme de chambre de la victime assassinée dans une villa d'Antibes qui a été louée par les Chemugle, un couple suisse résidant à Saint-Blaise au bord du lac de Neuchâtel.
Il se rend en Suisse avec Bérurier pour faire la connaissance de ce couple au demeurant sympathique.
À la suite d'un étrange accident causé par une Jaguar, San-Antonio est hospitalisé et traité pour de multiples fractures. Après trois jours de somnolence, il se réveille dans une chambre différente et réalise qu'il a été drogué et que ses membres inférieurs ne sont pas fracturés. Il échappe de justesse aux tueurs venus le supprimer et part à la recherche de l’Hyène et de ses subordonnés (Bérurier et Pinaud) qui ont à leur tour disparu.
Il est à nouveau capturé par l'Hyène déguisée en un vieux producteur cinématographique qu'elle vient de dévaliser, puis s'échappe avec Bérurier et Pinaud d'une grange en flamme en tuant accidentellement l'Hyène et ses complices.

## Personnages
- Le commissaire San-Antonio.
- Achille, dit Le Vieux, patron de San-Antonio.
- L'inspecteur Alexandre-Benoît Bérurier.
- César Pinaud, adjoint du commissaire San-Antonio.
- Buis Tony, commissaire de Cannes.
- L'Hyène, surnom d'un criminel recherché par toutes les polices.
- Patricia Sam-Hart, collaboratrice du truand.
- Le couple Chemugle, résidant suisse à la villa La Vigilance
- Le docteur Hélène Bellemôte, complice de l'accident du commissaire.

## Lieux de l'aventure
Les événements se produisent au Palace du Cinoche à Cannes, où à lieu le meurtre de Patricia Sam-Hart par erreur.
Au Cap d'Antibes à la villa Rio Negro où l'on retrouve le corps sans vie de Katy, la servante de Patricia.
Au village de Saint-Blaise, au bord du lac de Neuchâtel, en Suisse pour le dénouement de l'histoire.

## Figure de style
La comparaison :
- « Faut filer, comme disait une couturière à ses petites pognes »[1]

L’accumulation :
- « On le peut percepteur, médecin, charcutier, banquier, batelier de la Volga; il est concevable en militaire, en coureur cycliste, en sultan, en pédéraste, en Tchécoslovaque, en cornac, en éléphant, en vitrier, en enfant de marri, en cosmonaute, en momie, en bougre de con, en juge, en immortel... »[2]

Le calembour :
- « Mieux encore, elle profite de ma surprise pour me filer un coup de crosse sur l'os qui pue. »[3]
- « ..., la police de Saint-Blaise a dressé un contrat de l'accident en bon uniforme. »[4]

## Couverture
- 1re édition de 1967 : illustration de Michel Gourdon.
- 2e édition de 1974 : illustration Photo.
- 3e édition de 1980 : illustration Photo.
- 4e édition de 1989 : illustration.
- 5e édition de 1996 : illustration d'Alain Siauve.
- 6e édition de 2007 : illustration de François Boucq.